# New York Film Critics Circle Award al miglior attore non protagonista
Il New York Film Critics Circle Award al miglior attore non protagonista (New York Film Critics Circle Award for Best Supporting Actor) è un premio assegnato annualmente dal 1969 dai membri del New York Film Critics Circle al miglior interprete maschile non protagonista di un film distribuito negli Stati Uniti nel corso dell'anno.

## Albo d'oro

### Anni 1960
- 1969: Jack Nicholson - Easy Rider

### Anni 1970
- 1970: Chief Dan George - Il piccolo grande uomo (Little Big Man)
- 1971: Ben Johnson - L'ultimo spettacolo (The Last Picture Show)
- 1972: Robert Duvall - Il padrino
- 1973: Robert De Niro - Batte il tamburo lentamente (Bang the Drum Slowly)
- 1974: Charles Boyer - Stavisky il grande truffatore (Stavisky)
- 1975: Alan Arkin - Pazzo pazzo West! (Hearts of the West)
- 1976: Jason Robards - Tutti gli uomini del presidente (All the President's Men)
- 1977: Maximilian Schell - Giulia (Julia)
- 1978: Christopher Walken - Il cacciatore (The Deer Hunter)
- 1979: Melvyn Douglas - Oltre il giardino (Being There)

### Anni 1980
- 1980: Joe Pesci - Toro scatenato (Raging Bull)
- 1981: John Gielgud - Arturo (Arthur)
- 1982: John Lithgow - Il mondo secondo Garp (The World According to Garp)
- 1983: Jack Nicholson - Voglia di tenerezza (Terms of Endearment)
- 1984: Ralph Richardson - Greystoke - La leggenda di Tarzan, il signore delle scimmie (Greystoke: The Legend of Tarzan, Lord of the Apes)
- 1985: Klaus Maria Brandauer - La mia Africa (Out of Africa)
- 1986: Daniel Day-Lewis - My Beautiful Laundrette - Lavanderia a gettone (My Beautiful Laundrette)  e Camera con vista (A Room with a View)
- 1987: Morgan Freeman - Street Smart - Per le strade di New York (Street Smart)
- 1988: Dean Stockwell - Una vedova allegra... ma non troppo (Married to the Mob) e Tucker - Un uomo e il suo sogno (Tucker: The Man and His Dream)
- 1989: Alan Alda - Crimini e misfatti (Crimes and Misdemeanors)

### Anni 1990
- 1990: Bruce Davison - Che mi dici di Willy? (Longtime Companion)
- 1991: Samuel L. Jackson - Jungle Fever
- 1992: Gene Hackman - Gli spietati (Unforgiven)
- 1993: Ralph Fiennes - Schindler's List - La lista di Schindler (Schindler's List)
- 1994: Martin Landau - Ed Wood
- 1995: Kevin Spacey - Virus letale (Outbreak), Il prezzo di Hollywood (Swimming with Sharks), Seven e I soliti sospetti (The Usual Suspects)
- 1996: Harry Belafonte - Kansas City
- 1997: Burt Reynolds - Boogie Nights - L'altra Hollywood (Boogie Nights)
- 1998: Bill Murray - Rushmore
- 1999: John Malkovich - Essere John Malkovich (Being John Malkovich)

### Anni 2000
- 2000: Benicio del Toro - Traffic
- 2001: Steve Buscemi - Ghost World
- 2002: Dennis Quaid - Lontano dal paradiso (Far from Heaven)
- 2003: Eugene Levy - A Mighty Wind - Amici per la musica (A Mighty Wind)
- 2004: Clive Owen - Closer
- 2005: William Hurt - A History of Violence
- 2006: Jackie Earle Haley - Little Children
- 2007: Javier Bardem - Non è un paese per vecchi (No Country for Old Men)
- 2008: Josh Brolin - Milk
- 2009: Christoph Waltz - Bastardi senza gloria (Inglourious Basterds)

### Anni 2010
- 2010: Mark Ruffalo - I ragazzi stanno bene (The Kids Are All Right)
- 2011: Albert Brooks - Drive
- 2012: Matthew McConaughey - Bernie e Magic Mike
- 2013: Jared Leto - Dallas Buyers Club
- 2014: J. K. Simmons - Whiplash
- 2015: Mark Rylance - Il ponte delle spie (Bridge of Spies)
- 2016: Mahershala Ali - Moonlight
- 2017: Willem Dafoe - Un sogno chiamato Florida (The Florida Project)
- 2018: Richard E. Grant - Copia originale (Can You Ever Forgive Me?)
- 2019: Joe Pesci - The Irishman

### Anni 2020
- 2020: Chadwick Boseman - Da 5 Bloods - Come fratelli (Da 5 Bloods)
- 2021: Kodi Smit-McPhee - Il potere del cane (The Power of the Dog)[2]
- 2022: Jonathan Ke Quan - Everything Everywhere All at Once[3]
- 2023: Charles Melton - May December[4]
- 2024: Kieran Culkin – A Real Pain [5]